# Jakub Stachowiak
Jakub Stachowiak – polski dziennikarz śledczy.
Studiował polonistykę na Uniwersytecie im. Adama Mickiewicza w Poznaniu. Pracę dziennikarza rozpoczął w 1998 roku poznańskim dodatku do Gazety Wyborczej. W swojej pracy dziennikarskiej związany był z takimi tytułami, jak „Metro”, „Dziennik Polska-Europa-Świat”, „Polityka”, a także serwisem OKO.press.
W latach 2008–2016 pracował w stacji TVN, z którą rozstał się na kilka miesięcy, by w 2017 znów do niej powrócić. Jego reportaże telewizyjne można było zobaczyć m.in. w „Uwadze!” i „Superwizjerze”.
Wraz z Iwoną Poredą tworzył program „Kawaleria” w TVN Warszawa.

## Nagrody i wyróżnienia
W 2011 roku razem z Alicją Krystyniak został laureatem Grand Press 2011 w kategorii dziennikarstwo śledcze za materiał „Po co nam ta casa?”. W tym samym roku nominowani także do Grand Press w kategorii dziennikarstwo telewizyjne za materiał: "Wdowy po ofiarach katastrofy casy: pomoc MON to fikcja"
W 2013 roku nominowany do nagrody Grand Press w kategorii Dziennikarstwo śledcze za reportaż "Jak zarobić na leczeniu zdrowych osób?".
W 2018 roku wraz z Patrykiem Szczepaniakiem nominowany do nagrody Grand Press w kategorii dziennikarstwo śledcze za reportaż „Czarny rynek bursztynu”
W 2019 roku wraz z Łukaszem Cieślą (wówczas dziennikarzem „Głosu Wielkopolskiego”) zostali nominowani do nagrody Grand Press w kategorii dziennikarstwo śledcze za reportaż w programie „Superwizjer” – „Porwanie Ziętary. Człowiek, który wiedział za dużo”.
W 2020 roku wraz z Łukaszem Cieślą (wówczas dziennikarzem „Głosu Wielkopolskiego”) zostali nominowani do nagrody Grand Press w kategorii dziennikarstwo śledcze za reportaż w programie „Superwizjer” - "Lekowy eksperyment i zgony pacjentów".
W 2021 roku wraz z Łukaszem Frątczakiem zostali nominowani do nagrody Grand Press w kategorii dziennikarstwo śledcze za reportaż w programie „Superwizjer” – „Człowiek Kamińskiego i wielki przemyt”.
W 2022 roku nominowany do nagrody Grand Press w kategorii dziennikarstwo śledcze za „Jak CBA zgubiło milion złotych”.

## Publikacje książkowe
W 2021 roku ukazała się książka „Dziennikarz, który wiedział za dużo. Dlaczego Jarosław Ziętara musiał zginąć?”, którą napisał z Łukaszem Cieślą. Dziennikarze przybliżyli w niej głośną sprawę morderstwa Jarosława Ziętary, młodego reportera „Gazety Poznańskiej”. Opcję praw do ekranizacji książki w 2023 roku kupiła telewizja TVN.
- Dziennikarz, który wiedział za dużo. Dlaczego Jarosław Ziętara musiał zginąć?”, Wydawnictwo Otwarte, Kraków 2021, ISBN 978-83-8135-055-6